# Yixianopterus
Yixianopterus es un género de pterosaurio, perteneciente al grupo Pterodactyloidea, que vivió durante el período Cretácico Inferior en la actual China.
El género fue nombrado y descrito en 2006 por Lü Junchang, Ji Shuan, Yuan Chongxi, Gao Chunling, Sun Yue-Wu y Ji Qiang. El nombre del género se refiere a la formación Yixian (del Grupo Jehol, del Aptiense) en el oeste de la provincia de Liaoning, donde se encontró el fósil y el griego clásico latinizado pteron, "ala". La denominación de la especie tipo, Y. jingangshanensis se refiere a la capa de Jingangshan en la que fue hallado.
Debido a que el artículo descriptivo apreció en una revista científica publicada en un libro de un simposio, existe poca información sobre el animal en Occidente.
El fósil, el holotipo JZMP-V-12, consiste en un esqueleto parcialmente comprimido y dañado en una sola placa de roca, incluyendo el cráneo y la mandíbula. Adicionalmente, partes de ambas alas, el tórax y la cintura escapular se conservan. El cráneo es alargado y plano, sin cresta, con una longitud conservada de aproximadamente 25 centímetros. No es muy prolongado en comparación con otras especies contemporáneas, de hecho es relativamente corto, pero la parte delantera de la boca no fue encontrada por lo que la longitud exacta no es conocida. El cráneo del fósil termina en una punta roma y dientes delanteros cortos que son perpendiculares a la línea de la mandíbula. Las alas son relativamente largas y de constitución robusta, con el cuarto hueso metacarpiano relativamente corto. La envergadura alar estimada es de unos 3,5 metros.
De acuerdo con una publicación de Lü en 2006 Yixianopterus era un miembro de la familia Lonchodectidae, con ese grupo visto como emparentado con los Ornithocheiridae, según la interpretación de Alexander Kellner.
Una curiosidad es que Avgodectes, que es considerado generalmente como un embrión, quizás sea un ejemplar juvenil de Yixianopterus, en cuyo caso el primer nombre tendría la prioridad. Dicha identidad es difícil de determinar.
Dado que tenía grandes alas y una cabeza alargada es probable que Yixianopterus fuera un especializado planeador que se alimentaba de peces.